# 岩館駅
岩館駅（いわだてえき）は、秋田県山本郡八峰町八森字釜の上にある、東日本旅客鉄道（JR東日本）五能線の駅である。秋田県最北端の鉄道駅である。
すべての臨時快速「リゾートしらかみ」が停車する。

## 歴史
- 1926年（大正15年）11月24日：鉄道省（→国鉄）の駅として山本郡岩館村に開業[2][3]。
- 1962年（昭和37年）12月1日：貨物の取り扱いを廃止[3]。
- 1984年（昭和59年）2月1日：荷物の扱いを廃止[3]。
- 1987年（昭和62年）4月1日：国鉄分割民営化により、東日本旅客鉄道の駅となる[3]。
- 2003年（平成15年）4月1日：業務委託化。岩館駅長が廃止され、能代駅長管理下となる。
- 2007年（平成19年）4月1日：この日より、「リゾートしらかみ」全列車が客扱い停車。
- 2010年（平成22年）11月23日：駅舎の外壁に木製の格子が取り付けられるなど、レトロ風にリニューアルされる。
- 2015年（平成27年）8月31日：みどりの窓口の営業を終了[5]。
- 2018年（平成30年）4月1日：無人化[4]。
- 2020年（令和2年）4月1日：能代駅の業務委託化に伴い、東能代駅管理となる。
- 2024年（令和6年）10月1日：えきねっとQチケのサービスを開始[1][6]。

## 駅構造
相対式ホーム2面2線を有する地上駅である。互いのホームは構内踏切で連絡している。
東能代統括センター（東能代駅）の無人駅である。木造駅舎を有する。駅舎には待合室がある。かつては自動券売機が設置されていたが、無人化の際に撤去された。

### のりば
| 番線 | 路線    | 方向 | 行先             | 備考                    |
| ---- | ------- | ---- | ---------------- | ----------------------- |
| 1    | ■五能線 | 下り | 深浦・鰺ケ沢方面 | 当駅始発は2番線から発車 |
| 2    | ■五能線 | 上り | 能代・東能代方面 | 当駅始発は1番線から発車 |

- 当駅始発の列車が3本設定されている。

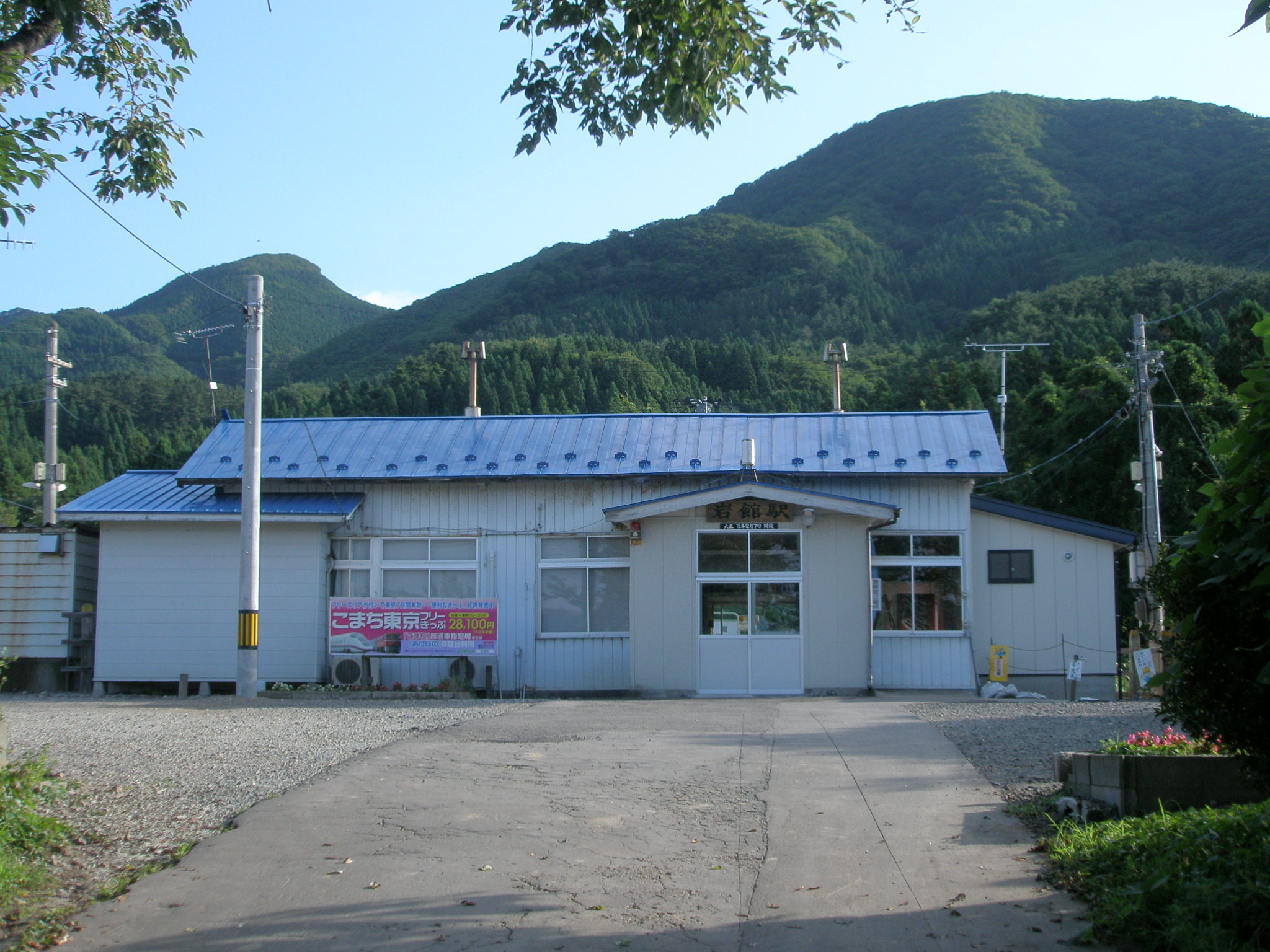
リニューアル工事前の岩館駅（2007年8月20日）
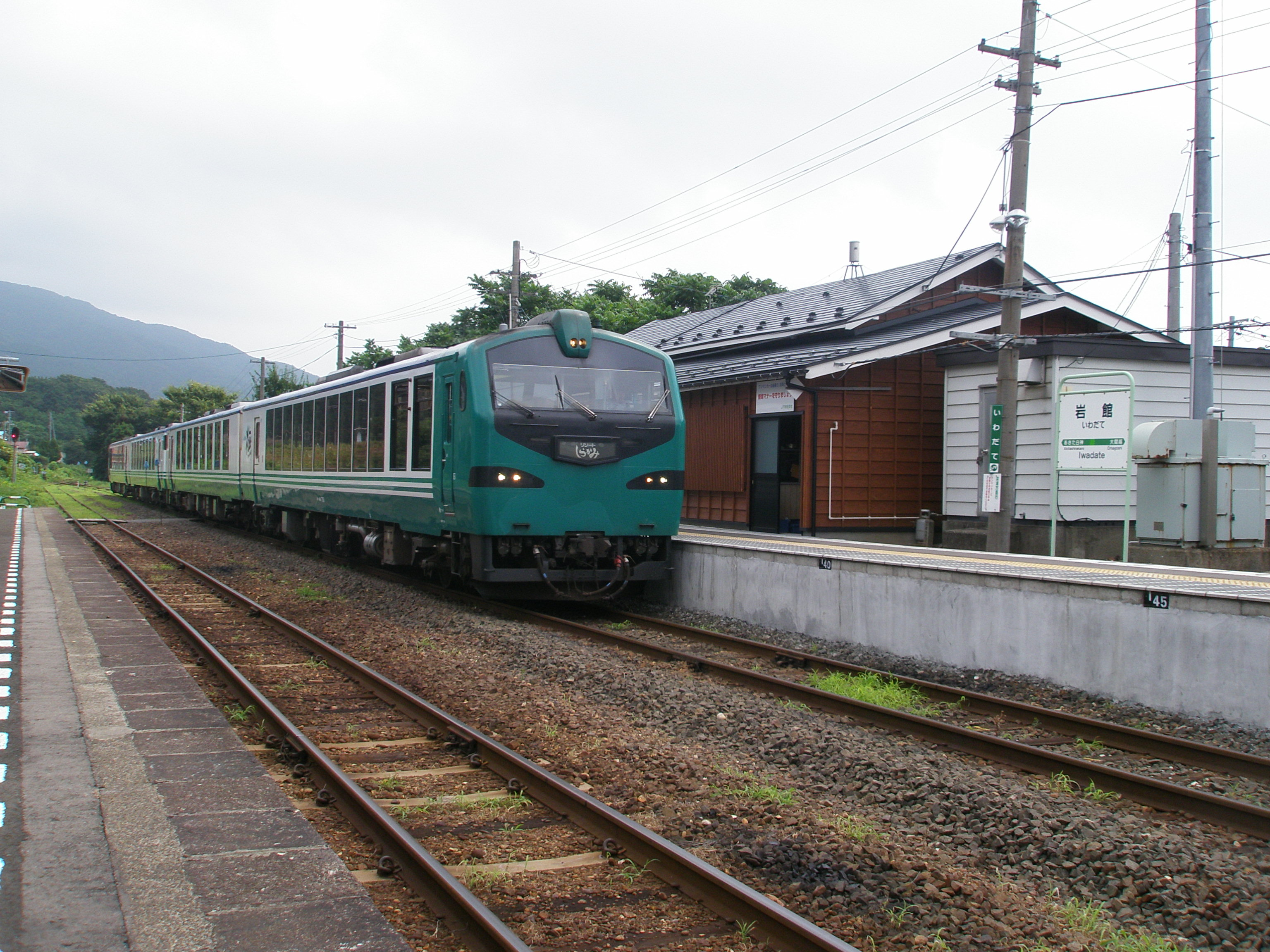
岩館駅に入線するリゾートしらかみ橅編成（2011年8月13日）

## 利用状況
JR東日本によると、2000年度（平成12年度）- 2016年度（平成28年度）の1日平均乗車人員の推移は以下のとおりであった。
| 1日平均乗車人員推移 | 1日平均乗車人員推移 | 1日平均乗車人員推移 | 1日平均乗車人員推移 | 1日平均乗車人員推移 |
| 年度                | 定期外              | 定期                | 合計                | 出典                |
| ------------------- | ------------------- | ------------------- | ------------------- | ------------------- |
| 2000年（平成12年）  |                     |                     | 85                  | [ 利用客数 1 ]      |
| 2001年（平成13年）  |                     |                     | 87                  | [ 利用客数 2 ]      |
| 2002年（平成14年）  |                     |                     | 88                  | [ 利用客数 3 ]      |
| 2003年（平成15年）  |                     |                     | 86                  | [ 利用客数 4 ]      |
| 2004年（平成16年）  |                     |                     | 76                  | [ 利用客数 5 ]      |
| 2005年（平成17年）  |                     |                     | 73                  | [ 利用客数 6 ]      |
| 2006年（平成18年）  |                     |                     | 71                  | [ 利用客数 7 ]      |
| 2007年（平成19年）  |                     |                     | 80                  | [ 利用客数 8 ]      |
| 2008年（平成20年）  |                     |                     | 59                  | [ 利用客数 9 ]      |
| 2009年（平成21年）  |                     |                     | 62                  | [ 利用客数 10 ]     |
| 2010年（平成22年）  |                     |                     | 46                  | [ 利用客数 11 ]     |
| 2011年（平成23年）  |                     |                     | 38                  | [ 利用客数 12 ]     |
| 2012年（平成24年）  | 14                  | 12                  | 27                  | [ 利用客数 13 ]     |
| 2013年（平成25年）  | 22                  | 10                  | 33                  | [ 利用客数 14 ]     |
| 2014年（平成26年）  | 19                  | 11                  | 30                  | [ 利用客数 15 ]     |
| 2015年（平成27年）  | 8                   | 14                  | 22                  | [ 利用客数 16 ]     |
| 2016年（平成28年）  | 6                   | 19                  | 26                  | [ 利用客数 17 ]     |

## 駅周辺
- 国道101号
- 宿泊体験施設「漁火の館」
- 岩館郵便局
- 八峰町立岩館体育館
- コミュニティバス 八峰町巡回バス「岩館駅前」停留所
  - 能代バスステーション・岩館港

## 隣の駅
東日本旅客鉄道（JR東日本）
■五能線
- 臨時快速「リゾートしらかみ」停車駅

□快速
あきた白神駅 ← 岩館駅 ← 十二湖駅
■普通
あきた白神駅 - 岩館駅 - 大間越駅

### 記事本文
1. 1 2 3 4  「駅の情報（岩館駅）：JR東日本」東日本旅客鉄道。2024年8月29日時点のオリジナルよりアーカイブ。2024年9月11日閲覧。
2. 1 2 3 4 5 6 7 8  『週刊 JR全駅・全車両基地』 31号 青森駅・弘前駅・深浦駅ほか、朝日新聞出版〈週刊朝日百科〉、2013年3月17日、25頁。
3. 1 2 3 4 5  石野哲（編）『停車場変遷大事典 国鉄・JR編 Ⅱ』（初版）JTB、1998年10月1日、549-550頁。ISBN 978-4-533-02980-6。
4. 1 2  「広報はっぽう2018年3月号 > JRからのお知らせ 岩館駅の窓口営業終了について (PDF)」八峰町役場企画財政課、18頁。2021年3月21日時点のオリジナル (PDF)よりアーカイブ。2021年3月22日閲覧。
5. ↑  交通新聞社『JR時刻表』2015年9月号
6. ↑  「Suicaエリア外もチケットレスで! 東北エリアから「えきねっとQチケ」がはじまります (PDF)」（プレスリリース）、東日本旅客鉄道、2024年7月11日。2024年8月13日閲覧。
7. 1 2  「JR東日本：駅構内図・バリアフリー情報（岩館駅）」東日本旅客鉄道。2024年8月14日閲覧。

### 利用状況
1. ↑  「JR東日本：各駅の乗車人員（2000年度）」東日本旅客鉄道。2025年7月22日閲覧。
2. ↑  「JR東日本：各駅の乗車人員（2001年度）」東日本旅客鉄道。2025年7月22日閲覧。
3. ↑  「JR東日本：各駅の乗車人員（2002年度）」東日本旅客鉄道。2025年7月22日閲覧。
4. ↑  「JR東日本：各駅の乗車人員（2003年度）」東日本旅客鉄道。2025年7月22日閲覧。
5. ↑  「JR東日本：各駅の乗車人員（2004年度）」東日本旅客鉄道。2025年7月22日閲覧。
6. ↑  「JR東日本：各駅の乗車人員（2005年度）」東日本旅客鉄道。2025年7月22日閲覧。
7. ↑  「JR東日本：各駅の乗車人員（2006年度）」東日本旅客鉄道。2025年7月22日閲覧。
8. ↑  「JR東日本：各駅の乗車人員（2007年度）」東日本旅客鉄道。2025年7月22日閲覧。
9. ↑  「JR東日本：各駅の乗車人員（2008年度）」東日本旅客鉄道。2025年7月22日閲覧。
10. ↑  「JR東日本：各駅の乗車人員（2009年度）」東日本旅客鉄道。2025年7月22日閲覧。
11. ↑  「JR東日本：各駅の乗車人員（2010年度）」東日本旅客鉄道。2025年7月22日閲覧。
12. ↑  「JR東日本：各駅の乗車人員（2011年度）」東日本旅客鉄道。2025年7月22日閲覧。
13. ↑  「JR東日本：各駅の乗車人員（2012年度）」東日本旅客鉄道。2025年7月22日閲覧。
14. ↑  「各駅の乗車人員 2013年度 ベスト100以外（9）：JR東日本」東日本旅客鉄道。2025年7月22日閲覧。
15. ↑  「各駅の乗車人員 2014年度 ベスト100以外（9）：JR東日本」東日本旅客鉄道。2025年7月22日閲覧。
16. ↑  「各駅の乗車人員 2015年度 ベスト100以外（9）：JR東日本」東日本旅客鉄道。2025年7月22日閲覧。
17. ↑  「各駅の乗車人員 2016年度 ベスト100以外（9）：JR東日本」東日本旅客鉄道。2025年7月22日閲覧。